# 圖爾達什鄉
45°51′00″N 23°08′00″E / 45.85°N 23.1333°E
圖爾達什鄉（羅馬尼亞語：Comuna Turdaș, Hunedoara），是羅馬尼亞的鄉份，位於該國西部，由胡內多阿拉縣負責管轄，面積33平方公里，海拔高度194米，2007年人口1,952，人口密度每平方公里60人。